# Kleinschwabhausen
Kleinschwabhausen est une commune allemande de l'arrondissement du Pays-de-Weimar, Land de Thuringe.

## Géographie
|           | Hammerstedt       |                  |
| Lehnstedt | Kleinschwabhausen | Großschwabhausen |
| Magdala   |                   | Döbritschen      |

## Histoire
Kleinschwabhausen est mentionné pour la première fois en 800 sous le nom de Schwabhausen.
Au cours de la guerre de Trente Ans, le village est plutôt épargné par la peste et d'autres fléaux. Au printemps 1637, les soldats de la cavalerie de Melchior von Hatzfeldt brûlent 18 maisons et pillent le village.